# Akiko Niwata
Akiko Niwata (庭田 亜樹子 Niwata Akiko?), född 12 september 1984, är en japansk tidigare fotbollsspelare.
Akiko Niwata spelade 1 landskamp för det japanska landslaget.